# Belecke
Belecke – dzielnica miasta Warstein w powiecie Soest, w kraju związkowym Nadrenia Północna-Westfalia, w rejencji Arnsberg.

## Historia
Pierwsze wzmianki o Belecke pochodzą z 938 roku, dlatego w 2013 roku mieszkańcy świętowali 1075lecie. Na terenie obecnej dzielnicy ludzie mieszkali już około 2000 lat przed Chrystusem.
16 grudnia 1296 roku w Soest arcybiskup Zygfryd z Westerburga uwierzytelnił prawa miejskie Belecke.
1 stycznia 1975 roku w życie weszła reorganizacja gminy i Belecke stało się największą dzielnicą miasta Warstein.

## Demografia
Według spisu ludności z 2025 roku w dzielnicy Belecke mieszkało 5290 mieszkańców, co stanowi 20,66% wszystkich mieszkańców Warstein.

## Kluby
W Belecke funkcjonuje orkiestra symfoniczna dęta "Musikvereinigung Belecke". Oprócz tego działa tutaj klub strzelecki "Bürgersellschaft Belecke Möhne", który został założony 23 czerwca 1712 roku.

## Osoby

### Ludzie urodzeni w Belecke
- Hans-Josef Becker – niemiecki duchowny rzymskokatolicki